# Keith Booth
Keith Eugene Booth (Baltimora, 9 ottobre 1974) è un ex cestista e allenatore di pallacanestro statunitense, professionista nella NBA.

## Carriera
È stato selezionato dai Chicago Bulls al primo giro del Draft NBA 1997 (28ª scelta assoluta).

## Statistiche

### College
| Anno      | Squadra            | PG  | PT  | MP   | TC%  | 3P%  | TL%  | RP  | AP  | PRP | SP  | PP   |
| --------- | ------------------ | --- | --- | ---- | ---- | ---- | ---- | --- | --- | --- | --- | ---- |
| 1993-1994 | Maryland Terrapins | 30  | 30  | 28,9 | 45,4 | 40,7 | 58,4 | 6,1 | 2,2 | 1,5 | 0,6 | 10,8 |
| 1994-1995 | Maryland Terrapins | 34  | 34  | 27,9 | 45,5 | 13,0 | 69,5 | 7,3 | 2,2 | 1,3 | 0,4 | 10,9 |
| 1995-1996 | Maryland Terrapins | 30  | 30  | 31,8 | 44,2 | 20,6 | 75,7 | 7,8 | 2,4 | 1,4 | 0,8 | 15,3 |
| 1996-1997 | Maryland Terrapins | 32  | 32  | 34,4 | 46,9 | 4,8  | 71,7 | 7,9 | 2,6 | 2,0 | 0,6 | 19,5 |
| Carriera  | Carriera           | 126 | 126 | 30,7 | 45,6 | 21,0 | 69,9 | 7,3 | 2,3 | 1,5 | 0,6 | 14,1 |

### NBA

#### Regular Season
| Anno       | Squadra       | PG | PT | MP   | TC%  | 3P%  | TL%  | RP  | AP  | PRP | SP  | PP  |
| ---------- | ------------- | -- | -- | ---- | ---- | ---- | ---- | --- | --- | --- | --- | --- |
| 1997-1998† | Chicago Bulls | 6  | 0  | 2,8  | 33,3 | 0,0  | 100  | 0,7 | 0,2 | 0,0 | 0,0 | 1,7 |
| 1998-1999  | Chicago Bulls | 39 | 4  | 11,1 | 32,5 | 10,0 | 50,0 | 2,4 | 1,0 | 0,6 | 0,3 | 3,1 |
| Carriera   | Carriera      | 45 | 4  | 10,0 | 32,5 | 9,1  | 56,3 | 2,2 | 0,9 | 0,5 | 0,2 | 2,9 |

## Palmarès

### Giocatore
- McDonald's All-American Game (1993)
- NCAA AP All-America Third Team (1997)
- Campionato NBA: 1

Chicago Bulls: 1998